# جوزيف إبراهيم الخوري
جوزيف إبراهيم الخوري (1905م - 1323هـ وحتى 1979م - 1399هـ) شاعر، صيدلي. وُلد في مدينة ريودي جانيرو بالبرازيل، وأصله من قرية الذوق بلبنان. أرسله أبوه إلى لبنان ليتعلم اللغة العربية والحقوق فقضى ثلاث سنوات، عاد بعدها إلى البرازيل، فدرس طب الأسنان، واحترف هذه المهنة. صدح بالشعر في سن مبكرة، وأغرم بجمال الطبيعة. وسمي بـشاعر الشواطئ بعد نشر ديوان سماه الشواطئ، الذي صدر في ريودي جانيرو.